# 강릉 추산 고택
강릉 추산 고택(江陵 秋汕 古宅)은 대한민국 강원특별자치도 강릉시 박월동에 있는 고택이다. 1985년 1월 17일 강원도의 유형문화재 제81호로 지정되었다.

## 개요
집 뒤의 소나무 숲이 매우 인상적인 집으로, 외부 공간의 구획이 매우 세련되었고 대지면적도 넓직하다. 집을 지은 정확한 연대는 알 수 없으나, 동쪽 헛간기와에 '강희 30년'(1691)·사랑채기와에 '가경 9년'(1804)이라는 기록이 발견되어, 19세기 초에 지어진 것으로 보인다.
대문간채와 사랑채·안채로 구성되는데, 사랑채와 안채는 ㅁ자형이다. 별도로 지은 대문간채는 대문을 중심으로 좌우에 2칸씩의 행랑채가 있다. 안채와 사랑채는 담장으로 구분되어 있다．
안채는 앞면 4칸·옆면 2칸의 겹집으로, 지붕 옆면이 여덟 팔(八)자 모양인 화려한 팔작지붕집이다. 대청마루를 중심으로 양쪽에 방이 있다.
안채의 왼쪽에 있는 사랑채는 3칸의 규모로 앞쪽에 툇마루를 놓아 통로의 역할을 하도록 하였으며, 왼쪽 끝에 넓은 마루방을 두었다. 사랑채의 오른쪽으로 난방용 부엌과 안채로 통하는 중문이 있고, 그 오른쪽에 마구간·곳간·부엌이 있어 안채와 통하도록 하였다. 지금은 곳간을 개조하여 방으로 사용하고 있다.
중문의 왼편 안 마당쪽 기둥 2개와 부엌의 기둥 2개가 8각기둥으로 되어 있는 점이 특이하다.
집주인은 여러 번 바뀌었으나, 규모와 공간의 구획 등에서 중류 이상의 집으로 보이며, 마당을 좌우 두 공간으로 구획한 담장을 설치한 점 등이 특징적이다.

## 참고 자료
- 강릉 추산 고택 - 국가유산청 국가유산포털